# Lobariaceae
Lobariaceae es una familia de hongos liquenizados en el orden Peltigerales (suborden Peltigerineae). Las especies de esta familia poseen una distribución amplia, especialmente en los trópicos y zonas templadas del sur.

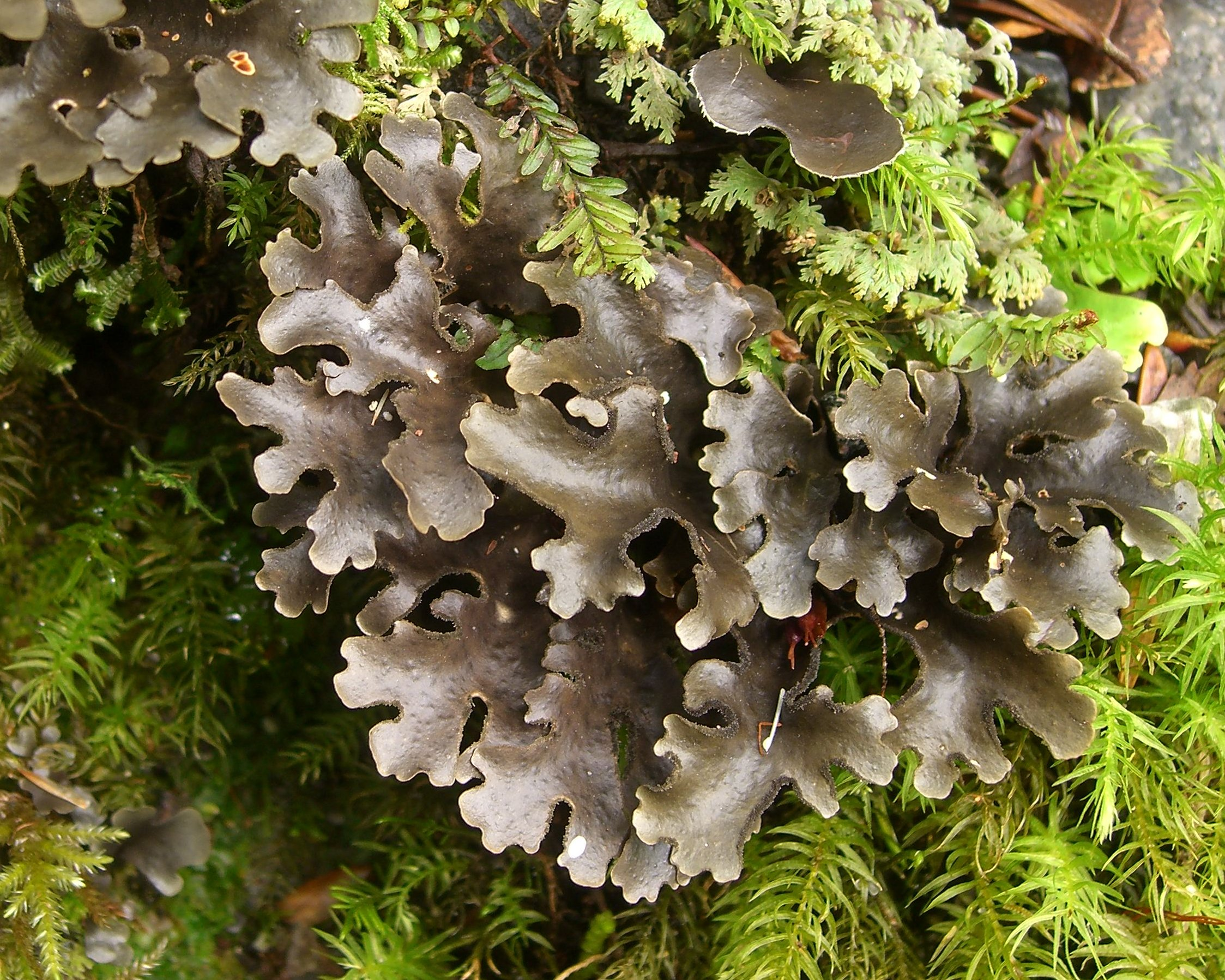
Sticta hypochra